# Pašteta
Pašteta [paštéta] (tudi pasteta) je namaz iz nasekljanega in pretlačenega mesa, drobovine in začimb.
Po Pravilniku o kakovosti mesnih izdelkov in mesnih pripravkov je pašteta mesni izdelek, ki vsebuje meso, slanino ali druge živalske oziroma rastlinske maščobe, bujon ali vodo, drobovino (jetra), kožice, dodatne sestavine, aditive, začimbe in tehnološke dodatke. Pašteta mora biti mazava, homogena in gladke tektsure. Ne sme imeti vidne strukture mišičnega in maščobnega tkiva, izločene maščobe ali želeja. Mora biti skladnega vonja in okusa, brez zažganih in drugih tujih priokusov. Lahko vsebuje največ 35 % maščob. V jetrni pašteti mora biti vsaj 15 % (perutninskih) jeter. Izdelek, ki tem prepisom ne ustreza, je imenovan mesni namaz ali namaz z mesom.

## Izvor besede
Izraz pašteta je privzet iz nemškega Pastete.

## Blagovne znamke
Blagovna znamka Kekec podjetja Mip DML v stečaju je leta 2015 šla v last podjetja Osem, ki je leta 2018 dokončno postal lastnik, ko je na sodišču zmagal nad zahtevo Pomurke po izbrisu te blagovne znamke.

## Kritike glede vpliva na zdravje, sestavin in oglaševanja

### Slovenija
Dodane maščobe pripomorejo k mazljivosti paštete, vendar so nezdrave. V eni od slovenskih revij za otroke je bila pašteta s preveliko količino soli in maščob oglaševana z risanimi liki in ugankami. Zveza potrošnikov Slovenije je izrazila nezadovoljstvo nad pašteto s preveč soli in maščob, ki z oglasi in embalažo nagovarja otroke. Uvrstila jo je med energijsko bogata in hranilno revna živila, ki se jih ne uživa vsak dan. Pri analizi tuninih paštet leta 2018 je odkrila nizek delež tunine, veliko maščob in soli ter aditive (ksantam gumi, mononatrijev glutamat). Ocenila je, da najdražji tunin namaz ni tudi najboljši. Svetovala je izdelavo domačega namaza, ki ni obremenjen z aditivi. Nacionalni inštitut za javno zdravje je pašteto uvrstil med živila s preveč soli, ki se jih redko je ali pa se jim sploh izogne.

### Hrvaška
Hrvaško društvo Prijatelji životinja je leta 2007 protestiralo proti podobi Miki Miške na embalaži paštete PIK Vrbovec.

## Zanimivosti
Antonija Trampuž, ki je leta 1995 dopolnila 90 let, je bila ujetnica koncentracijskega taborišča Rawensbrück. Tam so ob nedeljah dobivali pašteto, ki ji je bila všeč, dokler ni v njej našla konca prsta z lakiranim nohtom.

## Sorodne jedi
- foie gras - jetra pitane gosi ali race
- terina - v modelu pečena jed iz mletega mesa z dodatki
- rillettes - namaz iz bolj grobih kosov mesa